# Кривохвост
Кривохвост, или ножебрюшка (лат. Centriscus scutatus), — вид лучепёрых рыб из семейства кривохвостковых (Centriscidae). Распространены в тропических и субтропических водах Индо-Тихоокеанской области. Максимальная длина тела 15 см.

## Описание
Тело удлиненное, очень сильно сжато с боков, с острым брюшным краем; дорсальный профиль тела прямой; почти полностью покрыто тонкими, прозрачными костными пластинками. Швы между пластинками с пилообразными краями. Рыло удлинённое; трубкообразное; рот маленький, беззубый. Межглазничное пространство с большой канавкой, продолжающейся до затылка. На самом конце тела расположена длинная, цельная, острая колючка, за которой следуют две короткие колючки. Первая колючка срослась с костной пластинкой, без подвижного окончания. Спинной плавник с 10—12 мягкими лучами и хвостовой плавник расположены в задней части тела и смещены на вентральную сторону. В анальном плавнике 11—12 мягких лучей. Боковая линия отсутствует. Тело серебристого цвета с выраженной красновато-коричневой или черноватой полосой вдоль средней части тела. Максимальная длина тела 15 см.

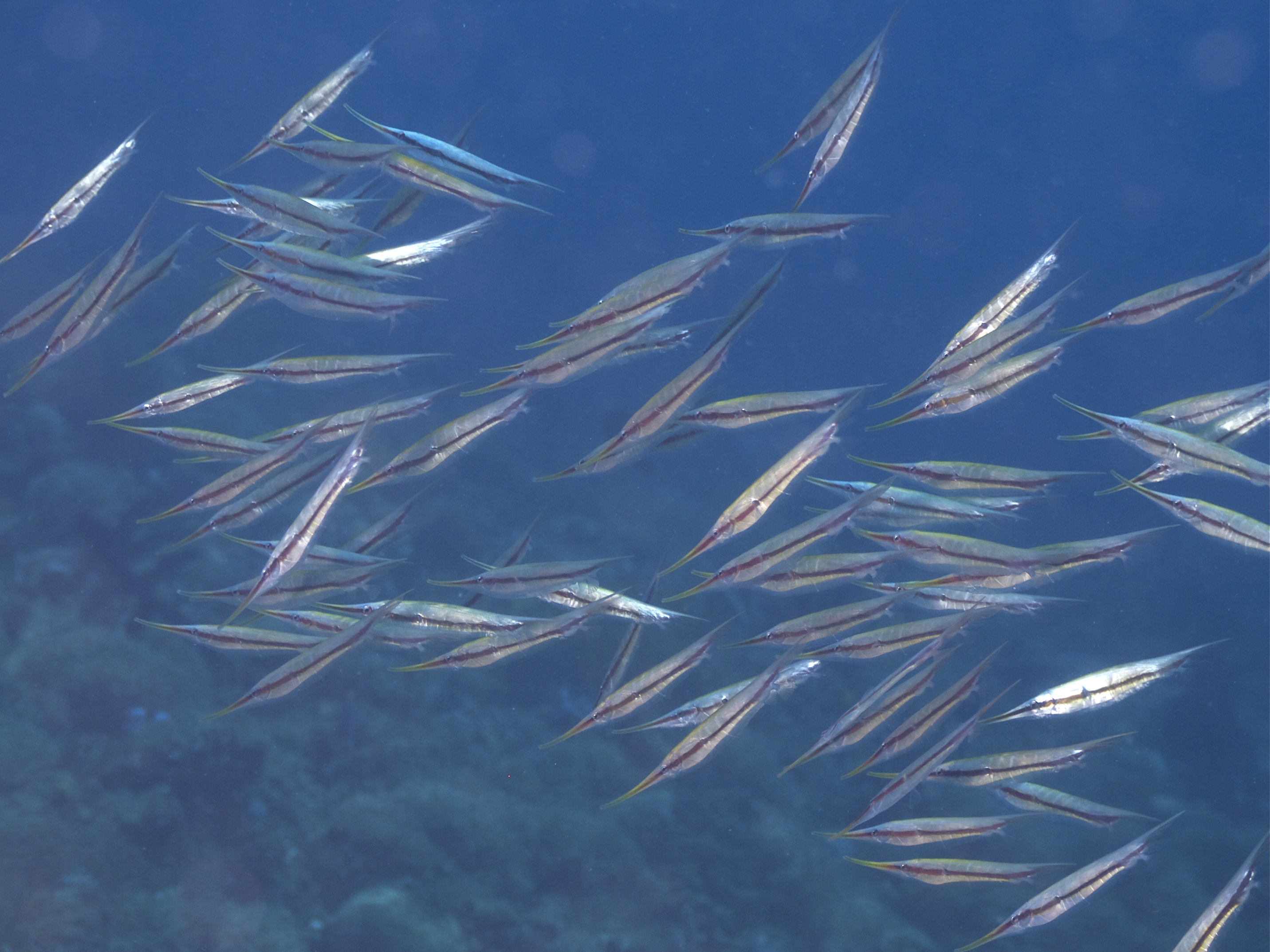

## Биология
Морские придонные рыбы. Обитают в прибрежных водах над песчаными и илистыми грунтами вблизи рифовых зон на глубине 2—15 м (у берегов Австралии до 72 м), единичные находки до глубины 333 м. Медленно плавают в вертикальном положении головой вниз и спиной вперёд. Могут образовывать крупные скопления. Часто наблюдаются среди восьмилучевых, мадрепоровых и чёрных кораллов, а также среди морских трав. Питаются мелкими планктонными ракообразными.

## Ареал
Широко распространены в Индо-Тихоокеанской области от Красного моря и Персидского залива до Австралии и Новой Каледонии; на север до Японии.